# Aceros
Genre
Aceros est un genre d'oiseaux appartenant à la famille des Bucerotidae (calaos).

## Taxinomie
À la suite de l'étude phylogénique de Gonzalez et al. (2013), le Congrès ornithologique international (dans sa version 4.4, 2014) déplace quatre espèces de ce genre vers d'autres genres. Le Calao à cimier (alors Aceros cassidix) est déplacé dans le genre Rhyticeros. Le Calao à casque rouge (Aceros corrugatus), le Calao de Vieillot (Aceros leucocephalus) et le Calao de Walden (Aceros waldeni) sont déplacés dans le genre Rhabdotorrhinus.

### Liste des espèces
D'après la classification de référence (version 5.1, 2015) du Congrès ornithologique international (ordre phylogénique) :
- Aceros nipalensis – Calao à cou roux